# Monseñor Iturriza
Monseñor Iturriza is een gemeente in de Venezolaanse staat Falcón. De gemeente telt 23.200 inwoners. De hoofdplaats is Chichiriviche.